# Alice Weidel
Pour les articles homonymes, voir Weidel.
Alice Weidel, née le 6 février 1979 à Gütersloh (Rhénanie-du-Nord-Westphalie), est une femme politique, économiste et ancienne consultante internationale allemande.
Membre puis cheffe du parti d'extrême droite Alternative pour l'Allemagne (AfD), elle mène la campagne de ce parti aux élections fédérales de 2017, lors desquelles elle est élue députée fédérale. Elle devient dans la foulée présidente de son groupe parlementaire au Bundestag. Elle est candidate de son parti au poste de chancelière fédérale pour les élections fédérales de 2025, qui voient l'AfD terminer deuxième avec une progression historique.

## Biographie

### Origines
Alice Elisabeth Weidel naît le 6 février 1979 à Gütersloh, dans le Land de Rhénanie-du-Nord-Westphalie.
Son père, Gerhard Weidel, qui a une formation d'ingénieur, crée en 1972 une agence commerciale de négociation et de vente de mobilier de bureau, – après avoir été représentant commercial de meubles et d'antiquités – et sa mère, Margitta Weidel, native de Gütersloh, est femme au foyer. Elle vit une enfance aisée et grandit à Harsewinkel, ville située entre Münster et Hanovre, avec son frère et sa sœur de dix ans ses aînés,. La position sociale de la famille Weidel est qualifiée par l'historienne Hélène Miard-Delacroix de « petite-bourgeoise ».
Son grand-père paternel Hans Weidel (en), qui est un activiste nazi, est nommé juge militaire en 1941, directement par Adolf Hitler. Il rejoint le parti nazi à la fin de l'année 1932 et la Waffen-SS en janvier 1933,. Après la Seconde Guerre mondiale, il est relativement épargné par la dénazification. Cependant, comme l'ensemble des Allemands de Pologne, il est forcé de quitter avec femme et enfants la Silésie, région dont sa famille est originaire, pour s'installer en Allemagne de l'Ouest, où il exerce la profession d'avocat,. Alice Weidel a six ans lorsque son grand-père décède. Sa grand-mère, qui était également membre du parti nazi, décède deux ans plus tard,.
Selon Hélène Miard-Delacroix, professeure d'histoire et de civilisation de l'Allemagne contemporaine, Alice Weidel refuse de parler de ce passé familial et d'en porter la responsabilité, arguant de l'absence de contact avec cette partie de sa famille. Elle se place, elle-même autant que sa famille, davantage en victime de l'expulsion de la Silésie et des privations de l'après-guerre, tout en regrettant le devoir de repentance perpétuelle des Allemands.

### Formation
Au terme de ses études secondaires à Versmold en Bavière, achevées en 1998, Alice Weidel fait des études d'économie et de gestion d'entreprise à l'université de Bayreuth. Elle obtient en 2011 un doctorat, diplôme qui donne en Allemagne un statut de grande respectabilité. Sa thèse est consacrée à l'avenir du système de retraites en Chine,. Elle a pour directeur de thèse l'économiste Peter Oberender (de), un anti-européen anti-Maastricht et un des initiateurs de l'AfD en 2013.
Elle obtient son premier poste chez Goldman Sachs et travaille également chez Allianz Investors. Considérée comme une spécialiste de l'Asie, elle améliore son mandarin lors de six années passées en Chine. Après avoir quitté le monde de la banque et de la finance, elle entame une carrière de consultante indépendante pour des startups.

### Parcours politique

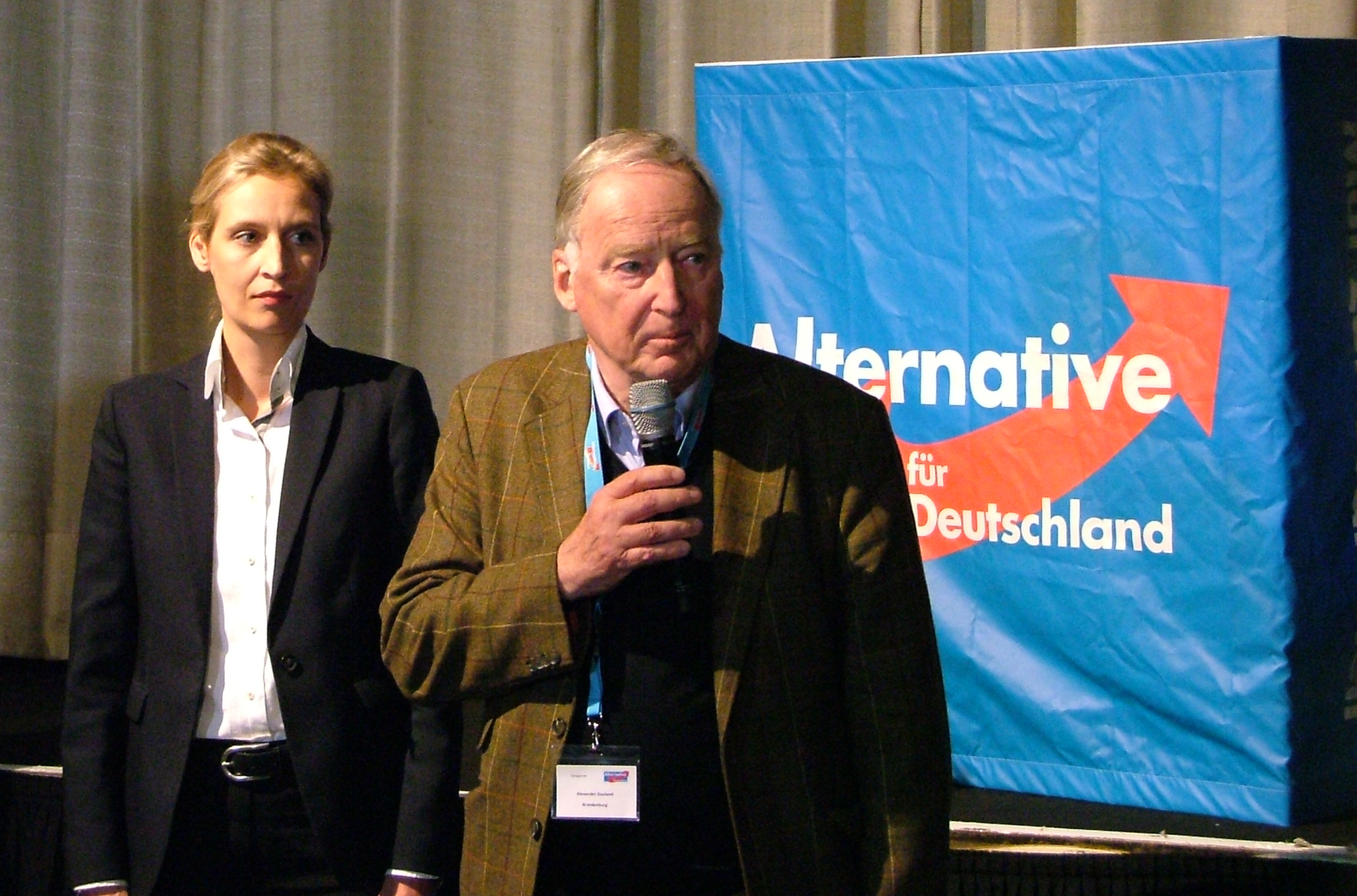
Alice Weidel en compagnie de son mentor Alexander Gauland.

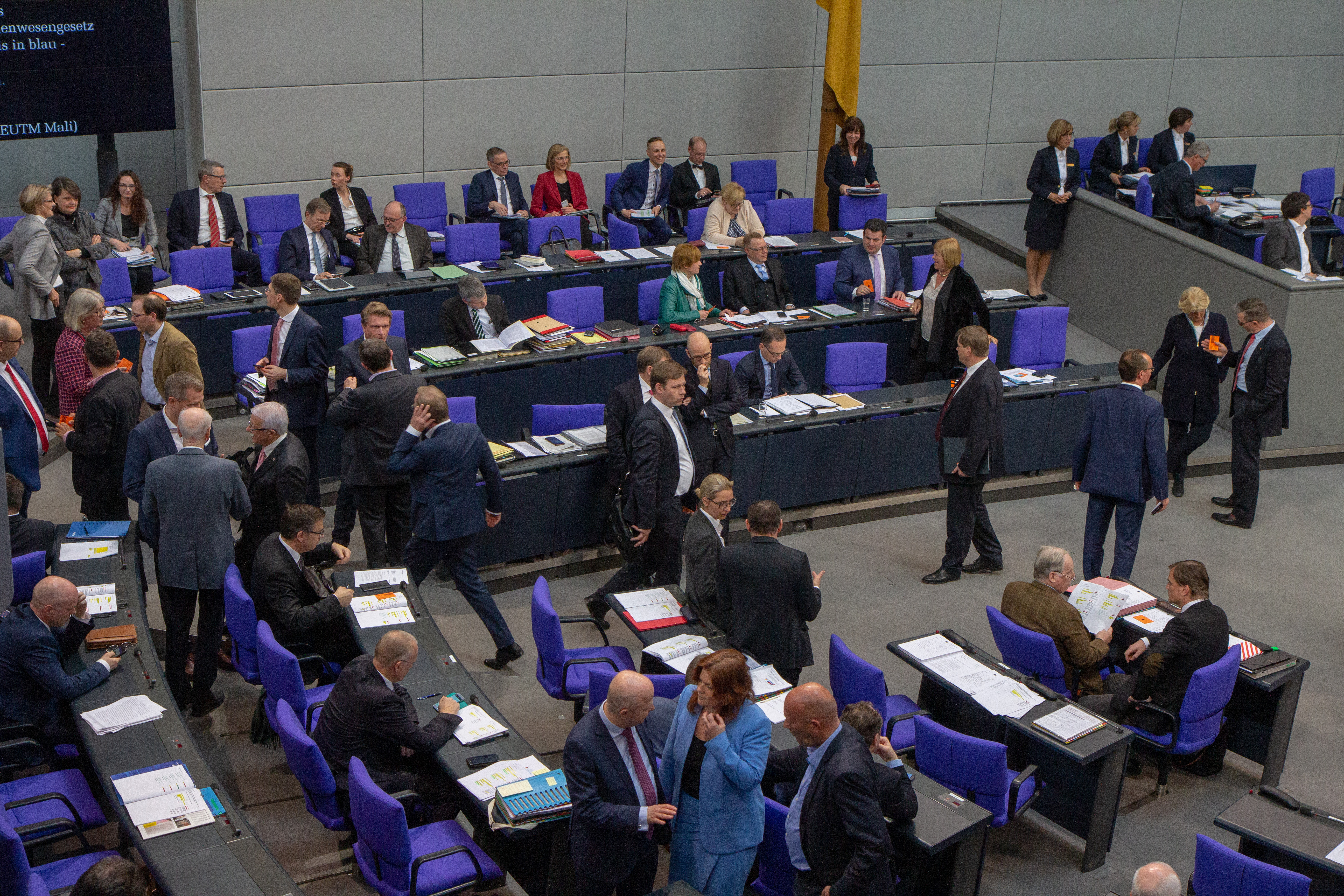
Alice Weidel au Bundestag en 2019.

D'abord membre du Parti libéral-démocrate (FDP), Alice Weidel adhère à l'Alternative pour l'Allemagne (AfD) en 2013 pour ses positions eurosceptiques, ce qui constitue alors la ligne principale du parti, avant que la xénophobie ne prenne par la suite le dessus lors de l'arrivée de demandeurs d'asile syriens et afghans en 2015, année où elle rentre au comité de direction du parti,.
En 2017, alors qu'elle est inconnue du grand public un an plus tôt, elle est choisie par l'ancien député de la branche conservatrice de la CDU Alexander Gauland pour mener avec lui la campagne des élections fédérales pour l'AfD. Elle apparaît alors plus moderne et intransigeante que les dirigeants du parti Bernd Lucke et Frauke Petry, qui sont écartés pour leur modération et leur manque de charisme. L'AfD termine en cinquième position et fait son entrée pour la première fois au Bundestag. Élue députée fédérale, Weidel est ensuite élue présidente du groupe parlementaire AfD au Bundestag, où elle incarne l'idéologie identitaire sans pour autant se mettre à dos la justice.
Weidel est désignée candidate de son parti au poste de chancelière fédérale pour les élections fédérales de 2025. Elles sont marquées par une progression historique de l'AfD notamment dans l'ancienne RDA, arrivant en deuxième position avec 20,80 % des suffrages exprimés, derrière la CDU/CSU mais devant le SPD.

#### Scandales financiers
Alice Weidel est entachée de plusieurs scandales financiers[Lesquels ?]. En 2017, deux entreprises suisses font parvenir sur le compte de l'association de district de l'AfD Bodenseekreis de la candidate 130 000 € en plusieurs petites sommes. La loi sur les partis interdisant aux partis d'accepter des dons anonymes, l'administration du Bundestag impose des sanctions en 2021 à l'AfD pour un montant d'environ 396 000 €, soit trois fois le montant du don.

### Vie personnelle
Lesbienne, Alice Weidel a pour compagne une citoyenne suisse d'origine sri-lankaise, Sarah Bossard, qui est productrice de cinéma. Elles ont deux enfants, portés par sa femme de deux donneurs différents, qu'elles élèvent en Suisse, à Einsiedeln, dans le canton de Schwytz, depuis 2019,,,.
Ce mode de vie, pleinement assumé par Weidel, tranche radicalement avec le conservatisme historique de la droite radicale allemande basé sur les valeurs familiales traditionnelles. Le journaliste Guillaume Erner le rapproche de la notion d'« hédonisme sécuritaire », conceptualisée par le politiste Gaël Brustier, qui désigne la liberté de choix dans la vie privée tout en recherchant l’ordre et la sûreté. Weidel se qualifie elle-même de « lesbienne non queer », ce qui signifie qu'elle accepte son homosexualité mais est opposée à la théorie du genre et au wokisme.
L'AfD, qui porte une grande diversité de profils, dont de nombreuses femmes, est en accord avec cette situation. En effet, selon Der Spiegel, le mode de vie de Weidel est une feuille de vigne qui permet à son parti de se dédouaner de son extrémisme réactionnaire,.
Déclarant que sa vie personnelle a influencé son engagement politique, elle affirme que « l’immigration homophobe musulmane est un risque pour notre avenir » et affirme en avoir fait l'expérience depuis l'enfance, dans « un petit village qui a été submergé par une immigration musulmane ». Bien qu'étant hostile à l'accueil des migrants, elle aurait, selon le magazine Der Spiegel, employé illégalement une réfugiée syrienne à son domicile suisse.

## Prises de position

### Euroscepticisme
Alice Weidel est pleinement eurosceptique. Elle prône le retrait de l'Allemagne de l'Union européenne, l'abandon de l'euro pour un retour au Deutsche Mark et la sortie du marché commun européen.

### Islamophobie et xénophobie
Alice Weidel se déclare opposée à l’islam, qui est selon elle « incompatible avec l’Allemagne » et qui « menace » le pays. Elle prône « une immigration qualifiée » et la remigration de l'ensemble des personnes qu'elle considère comme appartenant au corps étranger, c'est-à-dire les personnes juridiquement étrangères ainsi que les personnes de nationalité allemande issues de l'immigration, ; une idée qui fait référence au projet mis en place lors de la réunion secrète du 25 novembre 2023 à Potsdam entre des dirigeants de l’AfD, des militants néonazis et de riches hommes d’affaires. Concrètement, dans son plan d’avenir pour l’Allemagne, elle s'engage à « fermer complètement les frontières et à refouler tous les clandestins et les sans-papiers, à quitter le système d’asile de l’Union européenne et à procéder à des expulsions à grande échelle. »
Elle accuse les Églises catholique et protestante, hostiles à l'AfD et favorables à l'immigration en Allemagne, de rejouer le « même rôle peu glorieux qu'elles ont joué » sous le nazisme, lorsqu'elles ne se sont pas opposées à ce régime.
En mai 2018, Weidel est réprimandée par Wolfgang Schäuble (CDU), alors le président du Bundestag, après qu'elle a déclaré dans un discours : « Les burqas, les filles avec un foulard, les hommes armés de couteaux subventionnés et les autres bons à rien n’assureront pas notre prospérité, notre croissance économique, et par dessus tout, l'État providence ». Ces remarques ont été très critiquées. Weidel a ensuite déclaré dans une interview qu'elle n'avait aucunement l'intention de provoquer les femmes qui portaient un foulard
Dans le même discours, Weidel parle aussi « [d']une augmentation de la population par des criminels immigrants avec des identités multiples » et d'une « stratégie de remplacement générationnel au moyen d'une immigration non régulée » et accuse le gouvernement de vouloir « sélectionner et assembler la population eux-mêmes », ce qui est une référence à la théorie conspirationniste du grand remplacement,. De ce fait, elle souhaite que l'ex-chancelière Angela Merkel soit déférée devant la justice pour sa politique d'accueil durant la crise migratoire en Europe.

### Politiques sociales
Membre de la Fondation Friedrich von Hayek, elle défend une conception monétariste qui lui fait considérer les dépenses publiques et sociales comme néfastes. Selon L'Humanité, elle déplore « les boulets que constitueraient les pauvres et les migrants. »

### Modérée ou radicale?
Selon le professeur Wolfgang Schroeder de l'université de Cassel, Alice Weidel fait partie de la branche modérée de l'AfD, « qui aspire à une existence indépendante, à droite des conservateurs » et non à l'aile plus radicale, identitaire et nationaliste.[source insuffisante] Cependant et contrairement à certaines personnalités « expurgées », elle est restée au parti malgré sa radicalisation continue et « son image de modération s'estompe », à la suite de la pression de Björn Höcke de l’aile identitaire de l'AfD,.
Son discours en janvier 2025 au congrès de l'AfD à Riesa est considéré comme le plus radical par la chaîne N-tv. Sa stratégie est celle de la « polarisation maximale », contrairement aux autres partis européens d'extrême droite.
En entretien avec Elon Musk, elle qualifie Adolf Hitler de « communiste » et de « socialiste », ce pour quoi elle est accusée de révisionnisme historique,. Ainsi, elle rejette l'héritage infamant de l'idéologie nazie et retourne la condamnation contre la gauche, tout en utilisant un vocabulaire typiquement nazi comme la notion de Kulturbolschewismus.

### Libéralisme et libertarianisme
Alice Weidel admire Margaret Thatcher et est qualifiée d'économiquement libérale. À l'image du libertarien Elon Musk qui lui apporte son entier soutien, elle souhaite un État minimal réduit à ses fonctions élémentaires régaliennes, en supprimant notamment l'administration fiscale, avec qui elle a eu plusieurs démêlés.

### Politique énergétique
Alice Weidel veut relancer la production d'énergie à partir du nucléaire et du charbon et abandonner les énergies renouvelables : « Nous reboiserons nos belles forêts défigurées par ces éoliennes que nous détruirons. Avec moi, ce sera la fin des énergies renouvelables. »

### Relations internationales

#### Ukraine et Russie
Alice Weidel affirme qu'elle est pour la paix entre l'Ukraine et la Russie, tout en partageant avec la Russie une communauté culturelle et avec Vladimir Poutine son idéologie autoritaire, anti-pluraliste et anti-diversité ainsi que son nationalisme souverainiste. Elle considère les sanctions envers la Russie et l'abandon de l'approvisionnement en gaz russe comme contre-productifs vis-à-vis de l'économie allemande.

#### États-Unis
Particulièrement critique envers l'OTAN et l'inclusion sociale des personnes racisées, elle est, en ce sens, favorable à l'idéologie de Donald Trump.

## Publications
- (de) Das Rentensystem der Volksrepublik China : Reformoptionen aus ordnungstheoretischer Sicht zur Erhöhung der Risikoresistenz, Bayreuth, P.C.O.-Verlag, coll. « Schriften zur Nationalökonomie », 31 mai 2011, 256 p. (ISBN 978-3941678255)
- (de) Widerworte. Gedanken über Deutschland, Kulmbach, Éditions Plassen (de), 2019, 152 p. (ISBN 978-3-86470-631-8)